# 黄海 (明朝宦官)
黄海（1424年—1508年），山后直北部人（今太行山以北地区），成化时期的南京御马监太监。

## 生平
永乐二十二年（1424年），出生。正统二年（1437年），进入宫廷，分配到仁寿宫侍奉明英宗朱祁镇的母亲孙太后。正统八年（1443年），调到明英宗朱祁镇身边担任答应。正统十一年（1446年），跟随明英宗朱祁镇狩猎，赏赐职务担任长随。正统十四年（1449年），“土木堡之变”明英宗朱祁镇被瓦剌俘虏，朱祁鈺在北京登基为帝。景泰元年（1450年），明朝使者杨善迎回明英宗朱祁镇，被尊为太上皇。
景泰二年（1451年），升任奉御。景泰三年（1452年），被调往酒醋麵局担任左副使。景泰八年（1457年），囚禁在南宫的明英宗朱祁镇发动“夺门之变”，废朱祁钰为郕王，软禁在西苑。天顺元年（1457年），被发往南京尚膳监，负责宗庙的祭祀。天顺八年（1464年），进入南京御马监，负责管理草场、皇庄，经营皇店。
成化四年（1468年），升任南京御马监奉御。成化十一年（1475年），升任南京御马监右监丞。成化十四年（1478年），升任南京御马监左监丞。成化十八年（1482年），升任南京御马监左少监。成化二十年（1484年），升任南京御马监太监兼广惠库掌库。弘治元年（1488年），降职为南京御马监左监丞。弘治六年（1493年），升任南京御马监右少监。弘治十二年（1499年），复任南京御马监左少监。弘治十八年（1505年），复任南京御马监太监。
正德三年（1508年），去世，被安葬在聚宝门外安德乡天隆极乐寺。

## 亲属
- 黄玉（义子）